# Gynoplistia (Gynoplistia) tristillata
Gynoplistia (Gynoplistia) tristillata is een tweevleugelige uit de familie steltmuggen (Limoniidae). De soort komt voor in het Neotropisch gebied.